# Bruno Mazzeo
Bruno Mazzeo de Oliveira Paula (Rio de Janeiro, 3 de maio de 1977) é um roteirista, ator e comediante brasileiro.
Com mais de 30 anos de carreira, Bruno participou das equipes de redação de programas de humor de sucesso na TV Brasileira, como Sai de Baixo, A Diarista e Escolinha do Professor Raimundo, entre outros.

## Biografia
Em 2005, escreveu e protagonizou a série Cilada, exibido pelo Multishow, primeiro programa de humor produzido por um canal de televisão a cabo brasileira, em sua sexta temporada. Em abril de 2009 o programa foi transformado num quadro do programa dominical Fantástico.
Durante o ano de 2006 pôde ser visto como Rick Lacerda, o chefe do personagem de Heloísa Perissé na série Sob Nova Direção.
No teatro, já atuou, produziu, escreveu e dirigiu diversos espetáculos, como Descontrole Remoto e Os Famosos Quem?. Recentemente entrou em cartaz na peça Enfim, Nós, ao lado de Fernanda Souza, texto seu em parceria com Cláudio Torres Gonzaga.
Em 2008, interpretou o advogado trambiqueiro José Henrique na novela Beleza Pura, com o qual foi indicado ao Prêmio Qualidade Brasil 2008, na categoria de melhor ator coadjuvante e ao Prêmio Extra, como revelação.
Ganhou o prêmio de melhor ator no Festival de Curtas de Santos, com o filme Quintas Intenções, de Mauricio Rizzo.
Em 2010, atuou no filme Muita Calma Nessa Hora, do qual foi um dos roteiristas e um dos produtores associados.
Em 2012, participou da novela Cheias de Charme.
Em 2020, durante a pandemia do Covid-19, criou e protagonizou duas temporadas da série Diário de um Confinado, do serviço de streaming Globoplay. A série foi indicada ao Emmy Internacional 2021.
Em 2022, atuou na segunda temporada da série Arcanjo Renegado.

## Vida pessoal
É filho do humorista Chico Anysio e da atriz Alcione Mazzeo, irmão dos comediantes Nizo Neto e Lug de Paula, primo da atriz Cininha de Paula e do ator Marcos Palmeira, e primo de segundo grau da atriz Maria Maya.
Foi casado com a atriz Renata Castro Barbosa entre 2004 e 2008, com quem tem um filho chamado João. Atualmente, é casado com a diretora Joana Jabace, com quem teve os gêmeos José e Francisco.
É torcedor fanático do Vasco da Gama.

## Filmografia

### Cinema
| Ano  | Titulo                   | Papel    |
| ---- | ------------------------ | -------- |
| 2010 | Muita Calma Nessa Hora   | Renan    |
| 2011 | Cilada.com               | Bruno    |
| 2012 | E Aí... Comeu?           | Fernando |
| 2013 | Vai que Dá Certo         | Paulo    |
| 2014 | Muita Calma Nessa Hora 2 | Renan    |
| 2017 | Chocante                 | Téo      |

Como roteirista
| Ano  | Titulo                 |
| ---- | ---------------------- |
| 2010 | Muita Calma Nessa Hora |
| 2011 | Cilada.com             |

### Televisão
| Ano       | Titulo                          | Papel                       | Nota                                                |
| --------- | ------------------------------- | --------------------------- | --------------------------------------------------- |
| 1992      | Escolinha do Professor Raimundo | Mazaritinho                 | Especial de Dia das Crianças                        |
| 2004      | Sítio do Picapau Amarelo        | Aladim                      | Episódios: "2 de agosto–8 de novembro"              |
| 2005      | Carga Pesada                    |                             | Episódio: "Carga Maldita"                           |
| 2005-2025 | Cilada                          | Bruno                       |                                                     |
| 2006      | Sob Nova Direção                | Rick Lacerda                | Temporada 3                                         |
| 2007      | Pé na Jaca                      | Merlim (jovem)              | Episódio: "17 de maio"                              |
| 2008      | Casos e Acasos                  | Jonas                       |                                                     |
| 2008      | Casos e Acasos                  | Zé                          | Episódio: "O Presépio"                              |
| 2008      | Beleza Pura                     | José Henrique Pinto         |                                                     |
| 2009      | Malhação                        | Marciano                    |                                                     |
| 2009      | Chico e Amigos                  | Paulo Pindorama             | Especial de fim de ano                              |
| 2010      | Junto & Misturado               | Bruno                       |                                                     |
| 2011      | É Pai, É Pedra                  | Eduardo                     | Quadro do Fantástico                                |
| 2012      | Cheias de Charme                | Antônio Bastos (Tom Bastos) |                                                     |
| 2013      | Junto & Misturado               | Bruno                       |                                                     |
| 2013      | A Grande Família                | Diretor                     | Episódio: "Como Não Ser Solteiro no Rio de Janeiro" |
| 2014      | A Grande Família                | Silveira                    | Episódio: "Multar ou Correr"                        |
| 2015      | A Regra do Jogo                 | Rui Villar                  |                                                     |
| 2015–2021 | Escolinha do Professor Raimundo | Professor Raimundo Nonato   |                                                     |
| 2017      | Tá no Ar: a TV na TV            | Bruno Mazzeo                | Episódio: "6 de março"                              |
| 2018      | Tá no Ar: a TV na TV            | Bruno Mazzeo                | Episódio: "30 de janeiro"                           |
| 2017-2019 | Filhos da Pátria                | Narrador                    |                                                     |
| 2020      | Diário de Um Confinado          | Murilo Barros               |                                                     |
| 2022      | Arcanjo Renegado                | Joel Fontoura               |                                                     |
| 2023      | Fim                             | Sílvio Batista              |                                                     |
| 2025      | O Século do Globo               | Nelson Rodrigues            | Episódio: "1"                                       |
| 2025      | Juntas e Separadas              | [ 20 ]                      |                                                     |

Como roteirista
| Ano     | Titulo                          |
| ------- | ------------------------------- |
| 1985–90 | Chico Anysio Show               |
| 1991–94 | Escolinha do Professor Raimundo |
| 1996    | Chico Total                     |
| 1997–00 | Sai de Baixo                    |
| 1998–99 | Vida Ao Vivo Show               |
| 2003    | Carol & Bernardo                |
| 2004–07 | A Diarista                      |
| 2005–09 | Cilada                          |
| 2017    | Filhos da Pátria                |
| 2020    | Diário de Um Confinado          |

### Teatro
| Ano     | Título                                                  | Papel                        |
| ------- | ------------------------------------------------------- | ---------------------------- |
| 1996    | O Piauí É Aqui - Ou Não                                 | co-autor                     |
| 2002    | Meninas de Rua                                          |                              |
| 2002–07 | Os Segredos do Pênis - Os Segredos Que Só os Homens Têm | autor                        |
| 2003    | Balada                                                  | ator                         |
| 2003    | Nós Dois e Grande Elenco                                | apresentador                 |
| 2003–04 | Os Famosos Quem?                                        | ator, co-autor e produtor    |
| 2006–09 | Enfim, Nós                                              | ator, co-autor e co-produtor |
| 2007    | A Volta das que Não Foram                               | co-autor                     |
| 2010    | Alucinadas                                              | co-autor                     |
| 2013    | Sexo, Drogas e Rock’n'Roll                              | ator                         |
| 2024–25 | Gostava Mais dos Pais                                   | ator                         |

### Literatura
| Ano  | Título                                                                           |
| ---- | -------------------------------------------------------------------------------- |
| 1996 | Brasil 2020 - Socorro!!! O Futuro Chegou.... prefácio de Luís Fernando Veríssimo |

## Prêmios e indicações
| Ano  | Premiação                                  | Categoria                               | Trabalho                   | Resultado |
| ---- | ------------------------------------------ | --------------------------------------- | -------------------------- | --------- |
| 2008 | Festival Curta Santos                      | Melhor Ator                             | Quintas Intenções          | Venceu    |
| 2008 | Prêmio Qualidade Brasil                    | Melhor Ator Coadjuvante Teledramaturgia | Beleza Pura                | Indicado  |
| 2008 | Prêmio Qualidade Brasil                    | Melhor Programa de TV por Assinatura    | Cilada                     | Venceu    |
| 2010 | Prêmio Melhores da Revista da TV - O Globo | Personalidade do Twitter                | Perfil do ator no Twitter  | Indicado  |
| 2010 | Prêmio Arte Qualidade Brasil               | Melhor Ator Programa Humorístico        | Junto & Misturado          | Venceu    |
| 2010 | Prêmio Arte Qualidade Brasil               | Melhor Programa Humorístico             | Junto & Misturado          | Indicado  |
| 2011 | Grande Prêmio do Cinema Brasileiro         | Melhor Roteiro Original                 | Muita Calma Nessa Hora     | Indicado  |
| 2011 | Veja Rio - Cariocas do Ano                 | Humor                                   | Cilada.com                 | Venceu    |
| 2012 | Prêmio Contigo! de Cinema                  | Melhor Ator (júri)                      | Cilada.com                 | Indicado  |
| 2012 | Prêmio Contigo! de Cinema                  | Melhor Ator (público)                   | Cilada.com                 | Indicado  |
| 2012 | Meus Prêmios Nick                          | Humorista Favorito                      | Cilada.com                 | Indicado  |
| 2012 | Grande Prêmio do Cinema Brasileiro         | Melhor Roteiro Original                 | Cilada.com                 | Indicado  |
| 2013 | Prêmio Fita de Teatro                      | Melhor Ator                             | Sexo, Drogas e Rock’n’roll | Venceu    |
| 2016 | Prêmio Cesgranrio de Teatro                | Melhor Ator                             | 5X Comédia                 | Indicado  |
| 2017 | Prêmio de Humor                            | Performance                             | 5X Comédia                 | Indicado  |
| 2017 | Prêmio APCA de Televisão                   | Melhor Série/minissérie                 | Filhos da Pátria           | Indicado  |
| 2017 | Prêmio Extra de Televisão                  | Melhor Série                            | Filhos da Pátria           | Indicado  |
| 2018 | Prêmio ABRA de Roteiro                     | Série de TV - Ficção/Comédia            | Filhos da Pátria           | Venceu    |
| 2019 | Prêmio Contigo! Online                     | Melhor Série                            | Filhos da Pátria           | Indicado  |
| 2019 | Prêmio F5                                  | Melhor Série de Humor                   | Filhos da Pátria           | Indicado  |
| 2019 | Prêmio APCA de Televisão                   | Melhor Série/minissérie                 | Filhos da Pátria           | Indicado  |
| 2020 | Prêmio F5                                  | Melhor Série/programa de Humor          | Diário de Um Confinado     | Indicado  |
| 2020 | Prêmio F5                                  | Melhor Programa feito para pandemia     | Diário de Um Confinado     | Indicado  |
| 2020 | Prêmio F5                                  | Melhor Ator de Série/programa de Humor  | Diário de Um Confinado     | Indicado  |
| 2020 | Prêmio The Brazilian Critic                | Melhor Ator em Série de Comédia         | Diário de Um Confinado     | Indicado  |
| 2020 | Prêmio The Brazilian Critic                | Melhor Série de Comédia                 | Diário de Um Confinado     | Indicado  |
| 2020 | Prêmio The Brazilian Critic                | Melhor Roteiro Série de Comédia         | Diário de Um Confinado     | Indicado  |
| 2020 | Prêmio APCA de Televisão                   | Humor                                   | Diário de Um Confinado     | Indicado  |
| 2020 | Veja Rio - Cariocas do Ano                 | TV                                      | Diário de Um Confinado     | Venceu    |
| 2020 | Prêmio Contigo! Online                     | Melhor Humorístico                      | Diário de Um Confinado     | Indicado  |
| 2021 | Emmy Internacional                         | Série de Curta Duração                  | Diário de Um Confinado     | Indicado  |
| 2021 | Melhores do Ano                            | Ator de Série                           | Diário de Um Confinado     | Indicado  |
| 2023 | Prêmio APCA de Televisão                   | Melhor Ator                             | Fim                        | Indicado  |
| 2024 | Prêmio Grande Otelo                        | Melhor Ator de Série                    | Fim                        | Indicado  |
| 2025 | Prêmio Prio do Humor - SP                  | Categoria Especial                      | Gostava Mais dos Pais      | Indicado  |